# Fabián Madorrán
Fabián Hugo Madorrán (Remedios de Escalada, 29 de junio de 1965-Córdoba, 30 de julio de 2004) fue un árbitro de fútbol argentino que desempeñó esa función entre 1997 y 2003.

## Carrera
Fabián Madorrán debutó como árbitro el 7 de agosto de 1997 en el encuentro entre el Club Atlético Lanús y Gimnasia y Esgrima La Plata por el Torneo Apertura 1997. Era un árbitro que armaba mucha polémica en cuanto a su rendimiento, como por ejemplo el 17 de marzo de 2001 en La Bombonera, allí jugaban Boca Juniors y Almagro, y se pudo ver en televisión el momento en el que el árbitro entonaba una canción en simultáneo con la hinchada de Boca, confirmando los rumores que lo vinculaban sentimentalmente con el club «xeneize». Un par de años después, lo confesaría en un programa radial, recibiendo críticas de todos y siendo uno de los principales problemas que tuvo con la AFA.
En sus seis años en Primera División, dirigió 166 partidos y expulsó 153 jugadores, sin contar a todos los que le sacó la roja desde 1998 cuando debutó como árbitro internacional. En 2001, durante el partido de ida de la promoción entre Instituto y Argentinos Juniors, Madorrán anuló dos goles válidos al equipo de La Paternal, generando uno de los múltiples escándalos que atravesaron su carrera como árbitro, más allá de que Argentinos ascendería, el técnico Sergio Batista saldría a poner las cosas en su lugar. Fue uno de los árbitros más mediáticos de la televisión superando al entonces polémico Javier Castrilli. Bastantes veces se lo vio en la AFA recibiendo muchas sanciones (considerado como el que más piso esa asociación hasta el día de hoy), hasta que un día fue el declive.
El 29 de septiembre de 2003 la carrera de Madorrán comenzó a morir. Le rescindieron el contrato, según adujo la Asociación del Fútbol Argentino, por «mala aptitud física y técnica», junto con la alta presión del Sindicato de Árbitros Deportivos de la República Argentina (SADRA), quienes desde ese año, sus directivas querían acelerar forzosamente su renuncia a la profesión, lo cual hizo caer al árbitro en un pozo depresivo, lo que lo conduciría a su final trágico.

## Suicidio
El 30 de julio de 2004 31 días después de su cumpleaños 39, Fabián Madorrán se suicidó de un disparo en la boca con un arma de fuego en el Parque Sarmiento, en la provincia de Córdoba, enfrente de la casa que compartía junto a su amigo Jorge Videla. Su cuerpo fue encontrado en un banco debajo de una pérgola. Le dejó una carta a su amigo donde contaba que fue víctima de un asalto en el que le robaron un dinero obtenido mediante un préstamo para abrir un cibercafé, sumado a problemas familiares, entre ellos un hermano minusválido, y decía que ya «no tenía sentido vivir». Tres meses antes de su deceso, se lo pudo ver en un palco del estadio Olímpico de Córdoba vistiendo la camiseta de Talleres, siendo repudiado por el vicepresidente de San Martín de Mendoza, ya que en la promoción del año anterior, convalidó un gol en posición adelantada a los cordobeses, perjudicando al club mendocino. Esa fue su última aparición pública. Sus restos mortales fueron sepultados en el cementerio de su natal Lanús.

## Vida privada
Él mismo dijo en 1998 en el programa "Fútbol Virtual" emitido por ATC que estaba cansado de que lo discriminen en AFA al no pagarle su indemnización. También circularon rumores de homosexualidad, que nunca fueron comprobados. Muchos creen que por esos rumores AFA lo despidió. Fue varias veces desmentido por la Escuela de árbitros, hasta el punto de que en 2003 se le pidió su renuncia, siendo objeto de presión (algunos encuentran en ella una de las causas de su suicidio) por su mala aptitud física e imperfecciones a la hora de dirigir un partido de fútbol.